# Olaya Enrique
Olaya Enrique Rodríguez (* 10. Mai 2005 in Avilés) ist eine spanische Fußballspielerin. Zumeist läuft sie als zentrale oder offensive Mittelfeldspielerin auf. 

## Karriere

### Verein
Olaya Enrique begann ihre Vereinslaufbahn im Alter von fünf Jahren in ihrer Geburtsstadt Avilés bei CD Femiastur. Nach einem Jahr wechselte sie 2011 zum Traditionsverein Real Avilés, wo sie mit Ausnahme eines einjährigen Engagements bei CF Versalles in der Saison 2015/16, bis zum Sommer 2017 verbleiben sollte. Ab der Saison 2017/18 schloss sich Olaya Enrique der U-14 Frauenmannschaft von Sporting Gijón an, begann parallel dazu jedoch auch in der B-Mannschaft zu spielen, die in der asturischen Regionalliga vertreten war. Mit der Zweitmannschaft von Sporting Gijón brachte sie es 2018/19 auf 13 Einsätze und fünf Tore und erreichte mit ihrem Team den Aufstieg in die Primera Nacional, der damals dritten Spielklasse in Spanien. In der Saison 2019/20 gehörte Olaya Enrique der C-Mannschaft an, die abermals in der Regionalliga spielte, sie selbst steuerte in 15 Spielen 18 Tore bei.
Im Sommer 2020 wurde sie aufgrund ihrer starken Leistungen in den A-Kader von Sporting aufgenommen und debütierte am 25. Oktober, im Alter von 15 Jahren, in der Segunda División. Ihrer Mannschaft gelang in jener Saison der Klassenerhalt und Olaya Enrique war mit zehn Toren in 22 Spielen zweitbeste Torschützin des Teams. 2021/22 spielte sie sich in die Stammelf und beendete die Saison mit 24 Einsätzen und zwei Treffern, Sporting Gijón landete jedoch auf dem vorletzten Platz der Gruppe Nord und stieg damit in die Primera Nacional ab. Im August 2022 unterschrieb Olaya Enrique für Real Madrid, wo sie zunächst in den Kader der B-Mannschaft eingeschrieben wurde, der in der Saison 2022/23 in der Segunda Federación vertreten war. Hier entwickelte sie sich zu einer tragenden Spielerin der Mannschaft und brachte es im Laufe der Saison auf 21 Einsätze und vier Tore. 
Am 10. November 2023 feierte Olaya Enrique in einem Meisterschaftsspiel gegen Real Sociedad ihr Debüt im Profikader von Real Madrid, nachdem sie in der 69. Minute für Athenea del Castillo eingewechselt worden war. Insgesamt hatte sie in jener Spielzeit neun Pflichtspieleinsätze für die erste Mannschaft und stieg zudem mit dem B-Team in die Primera Federación auf. Für die Saison 2024/25 wechselte Olaya auf Leihbasis zum Erstligisten Deportivo La Coruña.

### Nationalmannschaft
Olaya Enrique debütierte am 18. August 2021 in einem Testspiel gegen Norwegen in der U-17-Nationalmannschaft. Mit ihrer Landesauswahl qualifizierte sie sich in der Folge für die Endrunde der U-17-Europameisterschaft 2022, wo Spanien erst im Endspiel nach Elfmeterschießen an Deutschland scheiterte. Olaya Enrique brachte es im Laufe des Turniers auf vier Einsätze und ein Tor. Im Oktober dieses Jahres war sie Teil des Aufgebotes der Spanierinnen bei der U-17-Weltmeisterschaft. Mit ihrer Nationalmannschaft gewann sie das Turnier durch ein 1:0 im Endspiel gegen Kolumbien und kam dabei auf fünf Einsätze. Im Anschluss an die Weltmeisterschaft wechselte Olaya Enrique in die U-19-Nationalmannschaft und bestritt mit dieser die Endrunde der Europameisterschaft 2023. Die Spanierinnen konnten den Titel durch ein 3:2 im Elfmeterschießen (die reguläre Spielzeit sowie die Verlängerung endeten 0:0) gegen Deutschland gewinnen, sie selbst kam im Laufe des Turniers auf vier Einsätze.

## Erfolge
- U-19-Europameisterschaft: 2023
- U-17-Weltmeisterschaft: 2022